# Quentin Jouffroy
Quentin Jouffroy (Grenoble, 5 de julho de 1993) é um jogador de voleibol francês que atua na posição de central.

## Carreira

### Clube
Jouffroy iniciou sua carreira nas categorias juvenis do Centro Nacional de Volley-Ball, atuando no Campeonato de Élite por três temporadas. De 2012 a 2016, o atleta atuou pelo ASUL Lyon Volley-Ball. Em 2016, o central foi anunciado como o novo reforço do Tours Volley-Ball. Em sua temporada de estreia, o atleta conquistou o título da Copa CEV de 2016–17. No ano seguinte foi campeão do Campeonato Francês de 2017–18.
Atuou nas duas temporadas seguintes pelo Montpellier UC. Em 2020, o central foi defender as cores do GFC Ajaccio Volley-Ball.
Em 2021, Jouffroy assinou com o Narbonne Volley. Com o novo clube foi campeão da Copa Challenge de 2021–22 ao vencer o Halkbank Ankara no golden set por 21 a 19.
Em meados de 2023, Jouffroy trocou o Narbonne Volley para vestir a camisa o Plessis Robinson Volley Ball.

### Seleção
Em 2011, Jouffroy foi vice-campeão do Campeonato Europeu de Sub-18 após perder a final para a seleção da Sérvia, além do quarto lugar no Campeonato Mundial Sub-19, sediado na Argentina. Em 2013, conquistou a medalha de bronze nos Jogos do Mediterrâneo.
Conquistou seu primeiro título com a seleção adulta francesa na Liga das Nações de 2022, após derrotar a seleção norte-americana na final por 3 sets a 2.

## Títulos
Tours Volley-Ball
- Copa CEV: 2016–17
- Campeonato Francês: 2017–18

Narbonne Volley
- Copa Challenge: 2021–22

## Clubes
| Anos      | Clube                        |
| --------- | ---------------------------- |
| 2012–2016 | ASUL Lyon Volley-Ball        |
| 2016–2018 | Tours Volley-Ball            |
| 2018–2020 | Montpellier UC               |
| 2020–2021 | GFC Ajaccio Volley-Ball      |
| 2021–2023 | Narbonne Volley              |
| 2023–2024 | Plessis Robinson Volley Ball |
| 2024–     | MKS Ślepsk Malow Suwałki     |